# Złoty Świt (Grecja)
Ludowy Związek Złoty Świt, Złoty Świt (gr. Χρυσή Αυγή [xriˈsi avˈʝi], Chrisi Awgi) – grecka skrajnie prawicowa partia i organizacja powszechnie uznawana za neonazistowską, kierowana przez Nikolaosa Michaloliakosa, zarejestrowana jako partia polityczna w 1993 roku. Symbolem partii jest meander.

## Historia
Złoty Świt został założony przez Nikolaosa Michaloliakosa (matematyka i byłego komandosa). W 1980 roku Michaloliakos rozpoczął wydawanie nacjonalistycznego czasopisma pod tytułem „Złoty Świt”. W styczniu 1985 roku powstał nieoficjalny „Ruch Ludowy – Złoty Świt”. 1 listopada 1993 roku organizacja została zarejestrowana jako partia polityczna. Partia uczestniczyła w demonstracjach antymacedońskich w 1993. Kilku członków Złotego Świtu uczestniczyło po stronie serbskiej w wojnie w Bośni. W 1994 Złoty Świt wziął udział w wyborach do Parlamentu Europejskiego, zdobywając 7264 głosy (0,11%). W wyborach parlamentarnych w 1996 roku Złoty Świt otrzymał 4487 głosów (0,07%). W 1997 roku partia zorganizowała pierwszą demonstrację w rocznicę śmierci greckich lotników w konflikcie o wyspy Imia. W 2005 roku Złoty Świt został współzałożycielem „Sojuszu Patriotycznego” – koalicji greckich partii nacjonalistycznych. W 2007 partia wznowiła samodzielną działalność.
W wyborach parlamentarnych, w maju 2012 partia uzyskała 21 miejsc na 300 w jednoizbowym parlamencie, najlepszy wynik wyborczy osiągając w tych obwodach wyborczych, w których mieszczą się koszary policyjnych sił szybkiego reagowania i specjalnych (6,97% poparcia). Praktycznie partia powtórzyła ten wynik w kolejnych wyborach w czerwcu tego roku (6,92% poparcia i 18 mandatów). W obu wyborach w 2015 roku partia otrzymywała ok. 6% poparcia. W wyborach parlamentarnych w lipcu 2019 nie przekroczyła progu wyborczego, uzyskując 2,93%, czyli o 0,07 punkta procentowego poniżej progu. Partyjne media ZŚ przedstawiają ten wynik jako planowe fałszerstwo.

## Ideologia
Złoty Świt określa się jako ruch narodowo-rewolucyjny. Partia za ideał państwa uważa starożytną Spartę. W sprawach ekonomicznych Złoty Świt występuje przeciwko komunizmowi i kapitalizmowi, opowiadając się za trzecią drogą. Partia postuluje całkowite powstrzymanie napływu imigrantów do Grecji i niezwłoczne usunięcie ponad 90% spośród już obecnych. Początkowo Złoty Świt odwoływał się do starożytnych wierzeń greckich, obecnie partia akceptuje prawosławie jako „narodową religię” Greków.

## Działalność
Nie przebierając w słowach i pogróżkach, partia atakuje „zdrajców Grecji”, co ma mieć związek z niewłaściwą polityką gospodarczą, zagraniczną i przestępstwami gospodarczymi. Politycznie i przemocą fizyczną występuje przeciw imigrantom – zorganizowaną przemoc dotychczas kierowano głównie przeciw przybyszom niebiałej rasy. Organizuje demonstracje upamiętniające wydarzenia z historii Grecji. W szczególności, od 1996, 31 stycznia partia organizuje demonstrację w rocznicę śmierci greckich żołnierzy w konflikcie granicznym z Turcją, o wyspy Imia przyznane Grecji traktatem w Lozannie, obecnie odrzuconym, w części morskiej, przez Turcję. Wydaje dwutygodnik „Złoty Świt”, kwartalnik o tej samej nazwie i emituje internetowy program radiowy. Propaguje w nich m.in. hasła „Tylko dla Greków”. Partia aktywnie współpracuje z polskim Narodowym Odrodzeniem Polski, rumuńską Noua Dreapta, włoską Nową Siłą i niemiecką NPD.

## Kontrowersje
Partia reprezentuje poglądy neofaszystowskie. Członkowie organizacji oskarżani są także o udział w licznych starciach z grupami lewicowymi i pogromy dokonywane na imigrantach. Lider partii Nikolaos Michaloliakos był więziony w latach 80. za nielegalne posiadanie broni i materiałów wybuchowych.

Flaga używana przez partię, przedstawiająca grecki meander.

W ostatniej minucie przygotowań do konferencji prasowej, w wieczór wyborów 6 maja 2012, członkowie ruchu wymusili na dziennikarzach powstanie z miejsc, na moment wejścia przewodniczącego partii. Uczynili to słowami: „Wszyscy powstać! Będzie mówić wódz!” Przewodniczący partii powtórzył następnie, że przedstawiciele prasy winni przywyknąć do powstawania z miejsc na jego powitanie. Środowisko dziennikarskie wydało oświadczenie wskazujące na zastraszanie dziennikarzy przez kierownictwo i konkretnych członków partii Złoty Świt. Okoliczności i dokumentację video publikowały kanały TV. Ilias Kasidiaris, rzecznik prasowy partii Złoty Świt, od maja 2012 także jej poseł, wyjaśnił tę sytuację następująco: Powstań... tak, to jest konkretny wojskowy rozkaz, a dziennikarze muszą nauczyć się posłuszeństwa. Poinformował, że wyniki wyborów sfałszowano, by ukryć bardzo wysokie poparcie dla jego partii. W innym wywiadzie Kasidiaris wyjaśnił: W przyszłości będziemy wymagać, by dziennikarze wykonywali także pady i skłony, jak w wojsku. Na stronie internetowej partii pisemnie grożono śmiercią dziennikarce, uprzednio publikującej nieprzychylny tej partii artykuł w ogólnokrajowym dzienniku.
W wywiadzie, udzielonym telewizji Alfa 9 maja 2012, rzecznik prasowy partii, wraz z innym posłem zaprzeczają, by ich poglądy były nazistowskie czy faszystowskie. Rzecznik zaprzecza, by osoby z nożami, uchwycone kamerami w trakcie pogromów kolorowej ludności Aten, należały do ich organizacji. Podkreślają swój grecki patriotyzm i nacjonalizm. Podają, iż etycznie utożsamiają swą obecną rolę z walką bojowników greckiego ruchu oporu, z okresu II wojny światowej. Podkreślają problem wielomilionowej, nielegalnej imigracji, „osób nigdy nie zaproszonych”, z których część dokonuje następnie legalizacji pobytu, reszta na taką okazję cierpliwie czeka. Żądają ochrony granic państwa przy pomocy wojskowych sił specjalnych, a nie tylko straży granicznej oraz założenia gęstych pól minowych, przeciw nielegalnym imigrantom.
Rzecznik prasowy partii wiązany jest z dokonanym przez 5 osób zasztyletowaniem wykładowcy akademickiego; przed mającą odbyć się rozprawą chroni go teraz immunitet poselski. Grecka i zagraniczna prasa publikuje informacje o Stylianosie Wlamakisie, zamieszczającym na portalu Facebook swe uśmiechnięte fotografie z terenu KL Dachau. Uśmiechnięty także przy piecu krematoryjnym, z komentarzem do zdjęcia: „Ten piec piekł dobry chleb”. Wlamakis kandydował w wyborach parlamentarnych, z listy partii Złoty Świt, na Krecie.
Jeden z nowych posłów tej partii, Jorgos Jermenis, przychylnie wyrażał się o praktykowanym w starożytnej Sparcie zrzucaniu ze skały niemowląt, a przewodniczący partii wielokrotnie informował, że gdy Złoty Świt dojdzie do władzy, nie będzie okazywać litości.
Na początku czerwca 2012, dwóch nowo wybranych posłów Złotego Świtu zostało zatrzymanych przez policję pod zarzutem udziału w pobiciu imigranta z Pakistanu, z zarzutem udziału w napadzie zatrzymano też córkę lidera partii Nikolaosa Michaloliakosa.

## Aresztowania działaczy i próba delegalizacji
21 września 2013, lewicowy raper i działacz związkowy Pawlos Fissas został zamordowany w zorganizowanej akcji około 30 członków Złotego Świtu i w obecności licznych postronnych świadków. Prowadzone śledztwo potwierdziło stały kontakt grupy sprawców, w tym samego mordercy, z kilkoma członkami najwyższego kierownictwa partii, w tym z jej przywódcą, w godzinach bezpośrednio poprzedzających mord.
W dniach po przestępstwie i przy fali powszechnego wzburzenia przeciw „Złotemu Świtowi” przeprowadzono rozległe czystki w strukturach siłowych Grecji, w formie zawieszenia w obowiązkach osób znanych z sympatii wobec faszystów, jeśli uprzednio nie nastąpiła rezygnacja ze stanowiska, na wniosek zainteresowanego. 27 września taką rezygnację złożył m.in. szef greckiego kontrwywiadu.
28 września 2013 rano, z polecenia sądu najwyższego aresztowano 19 osób ścisłego kierownictwa partii, w tym przewodniczącego Nikolaosa Michaloliakosa i trwały poszukiwania kolejnych. Stało się tak w wyniku połączenia ponad 30 trwających już poprzednich śledztw i pod zarzutem organizacji lub osobistego dokonywania 900 ciężkich pobić i zranień, w tym 5 morderstw, z zarzutem tworzenia rozległej, kryminalnej organizacji przestępczej o strukturze typu wojskowego, jednocześnie zajmującej się klasycznymi działaniami gangsterskimi, w szczególności wymuszeniami haraczy. Po przeprowadzonych rewizjach, w tym w biurach partii w parlamencie, osobom z kierownictwa postawiono też zarzuty nielegalnego posiadania broni. Po złożeniu przez poszkodowanych nowych setek zawiadomień o przestępstwie, do zarzutów dołączono serię zastraszeń (przykład gróźb „poderżnięcia gardła”), nawet wobec posłów parlamentu Grecji. W myśl Artykułu 187 greckiego Kodeksu Karnego, zatrzymanym grożą kary od 10 lat więzienia do dożywocia.
1 listopada 2013 w Neo Iraklio zorganizowano zamach na osoby wychodzące z biur Złotego Świtu. Strzałami z broni automatycznej zabito dwóch, a ciężko ranny został trzeci z członków organizacji. Zamach wiązany jest z odwetem za zamordowanie Pawlosa Fisasa. Odpowiedzialność za to zabójstwo wzięła anarchistyczna organizacja partyzantki miejskiej Ludowi Bojownicy.

## Ponowny wzrost popularności (2014)
Mimo blokady, redukującej do prawnego minimum dostęp partii do mediów, przy rosnącej popularności faszystów i po ich sukcesie w eurowyborach – delegalizacja partii stała się trudna do przeprowadzenia. Z więzień zwalniani byli kolejni działacze, wróciła praktyka publicznych rękoczynów wobec niepożądanych przez partię dziennikarzy – przy bierności obecnych obok funkcjonariuszy policji. Przewodniczącemu Partii więzienie zamieniono na areszt domowy

## Uznanie za organizację przestępczą
7 października 2020 roku Sąd Najwyższy orzekł, że Złoty Świt działał jako organizacja przestępcza, systematycznie atakując emigrantów i polityków lewicowych. Sąd zapowiedział także wyroki dla 68 oskarżonych, w tym kierownictwa politycznego partii. Nikolaos Michaloliakos i sześciu innych prominentnych członków i byłych posłów, oskarżonych o prowadzenie organizacji przestępczej, zostało uznanych za winnych. Sympatyk partii Georgios Roupakias został uznany za winnego zabójstwa lewicowego rapera Pawlosa Fyssasa, a 15 innych zostało skazanych za spisek w tej sprawie. 14 października 2020 r. Nikolaos Michaloliakos został skazany na 13 lat więzienia.